# Star-Spangled Banner (drapeau)
La Star-Spangled Banner (en français, la « bannière étoilée »), aussi appelée Great Garrison Flag, est un drapeau des États-Unis célèbre pour avoir inspiré l'hymne national américain.
Elle est fabriquée par la couturière Mary Young Pickersgill pendant l'été 1813 et hissée le 14 septembre 1814 au-dessus de fort McHenry, à la fin de la bataille de Baltimore remportée par les États-Unis face aux Britanniques. La vue de l'imposant drapeau flottant au vent inspira à Francis Scott Key le poème éponyme, devenu l'hymne national en 1931.
La Star-Spangled Banner est devenue depuis un symbole patriotique américain et est exposée au musée national d'histoire américaine, à Washington.

## Histoire

### Bataille de Baltimore
Après des années de tensions diplomatiques, la guerre éclate entre les jeunes États-Unis et l'empire britannique en juin 1812. Le Royaume-Uni doit encore consacrer la majeure partie de ses ressources à la guerre contre l'empire français en Europe et ne peut entrer dans le conflit qu'avec des moyens limités ; les batailles livrées dans la région des Grands Lacs tournent à l'avantage des Américains. Les Britanniques décident alors d'utiliser leur supériorité maritime pour faire le blocus de la côte Est et asphyxier l'économie américaine.
En juin 1813, le major américain George Armistead (en) est nommé commandant du fort McHenry qui protège Baltimore des attaques maritimes. Il passe commande sous contrat fédéral auprès d'une couturière locale, Mary Young Pickersgill, de deux drapeaux : le premier est un storm flag de 17 pieds par 25 (environ 5,2 x 7,6 m) et le deuxième un garrison flag de 30 pieds par 42 (environ 9,1 x 12,8 m). Les garrison flags sont des drapeaux destinés à être vus de tous, même à grande distance ; ils sont levés au bout de hauts mâts pouvant atteindre une trentaine de mètres de haut, c'est pourquoi il est nécessaire qu'ils soient de grande taille. Amistead insiste bien sur ce dernier point, il veut « un drapeau si grand que les Britanniques n'auront aucune difficulté à le voir de loin, ». Pickersgill y travaille pendant les mois de juillet et août.

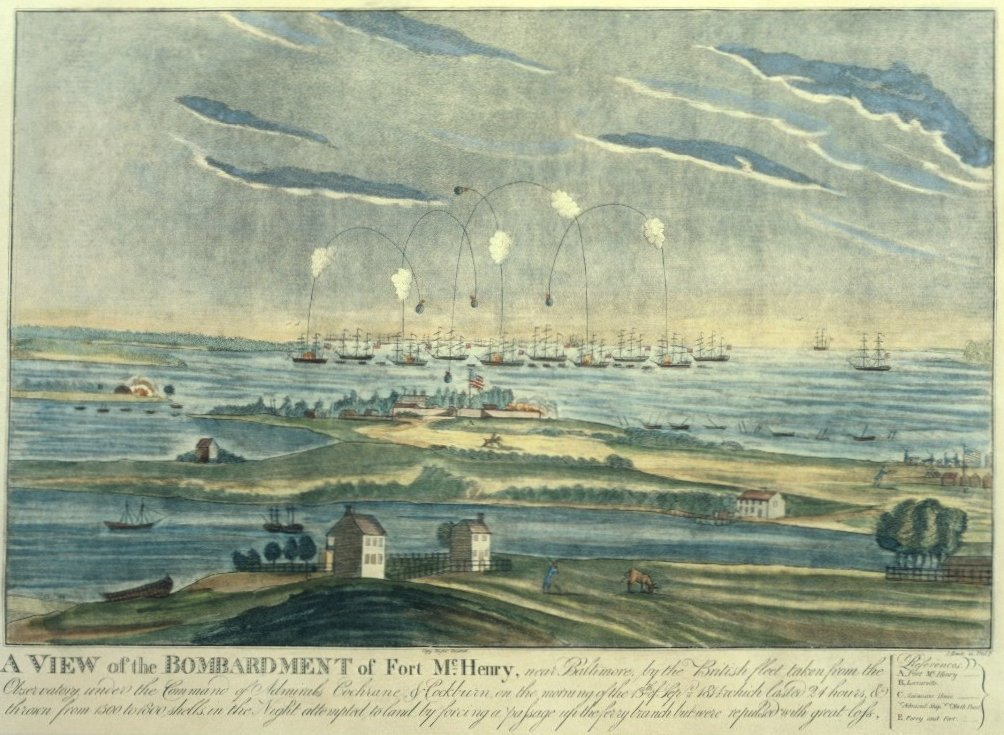
Le bombardement de fort McHenry.

Un an plus tard, Napoléon a été vaincu en Europe et le Royaume-Uni peut déployer plus de moyens en Amérique du Nord. En août 1814, une armée britannique capture et incendie Washington. Une opération combinée est planifiée pour le mois suivant contre Baltimore : tandis que les troupes remontent vers le nord, une escadre de la Royal Navy pénètre dans la baie de Chesapeake.
Au fort McHenry, George Armistead dispose d'une garnison de 1 000 hommes et supervise la préparation des défenses. La flotte de l'amiral Cochrane commencent à bombarder le fort le 13 septembre, à 6 h 30 du matin. L'attaque, qui coïncide avec une tempête, est soutenue avec courage par les défenseurs. Au bout de vingt-cinq heures de bombardement intense, les Britanniques réalisent qu'ils ne pourront pas prendre la ville et se préparent à quitter les lieux. Voyant cela, le major Armistead ordonne à ses hommes d'abaisser le storm flag et de le remplacer en haut du mât par le grand garrison flag. Alors que le drapeau s'élève dans les airs, la garnison célèbre la victoire en jouant Yankee Doodle.

### Préservation
Le drapeau est conservé par la famille Armistead en souvenir de la bataille. Il est prêté une première fois à la Smithsonian Institution en 1907, puis offert en 1912. Il est exposé au musée national d'histoire et de technologie (ancien nom de l'actuel « musée national d'histoire américaine ») à partir de 1964. Son état se détériorant gravement, il bénéficie d'une importante restauration en 1998.

## Le drapeau
Le drapeau est celui de 1795, qui ajoute deux étoiles et deux bandes au drapeau original de 1777 aux treize étoiles et aux treize bandes. Ces ajouts représentent l'entrée du Kentucky et du Vermont dans l'Union.
La Star-Spangled Banner est conservé à Washington (district de Columbia), au musée national d'histoire américaine.
Il s'agit d'un garrison flag, un type de drapeau conçu pour flotter au-dessus d'un fort et être visible de loin. À la demande du major George Armistead (en), ses dimensions sont plus grandes que la normale : il mesure 30 pieds de hauteur (environ 9,1 m) sur 42 pieds de longueur (environ 12,8 m). Chaque étoile mesure deux pieds de diamètre. Il est fait d'un assemblage de laine anglaise teinte en bleu (pour le canton), en blanc ou en rouge (pour les rayures). Les quinze étoiles sont en coton.

Le drapeau des États-Unis de 1777 à 1795.
Le drapeau des États-Unis de 1795 à 1818.
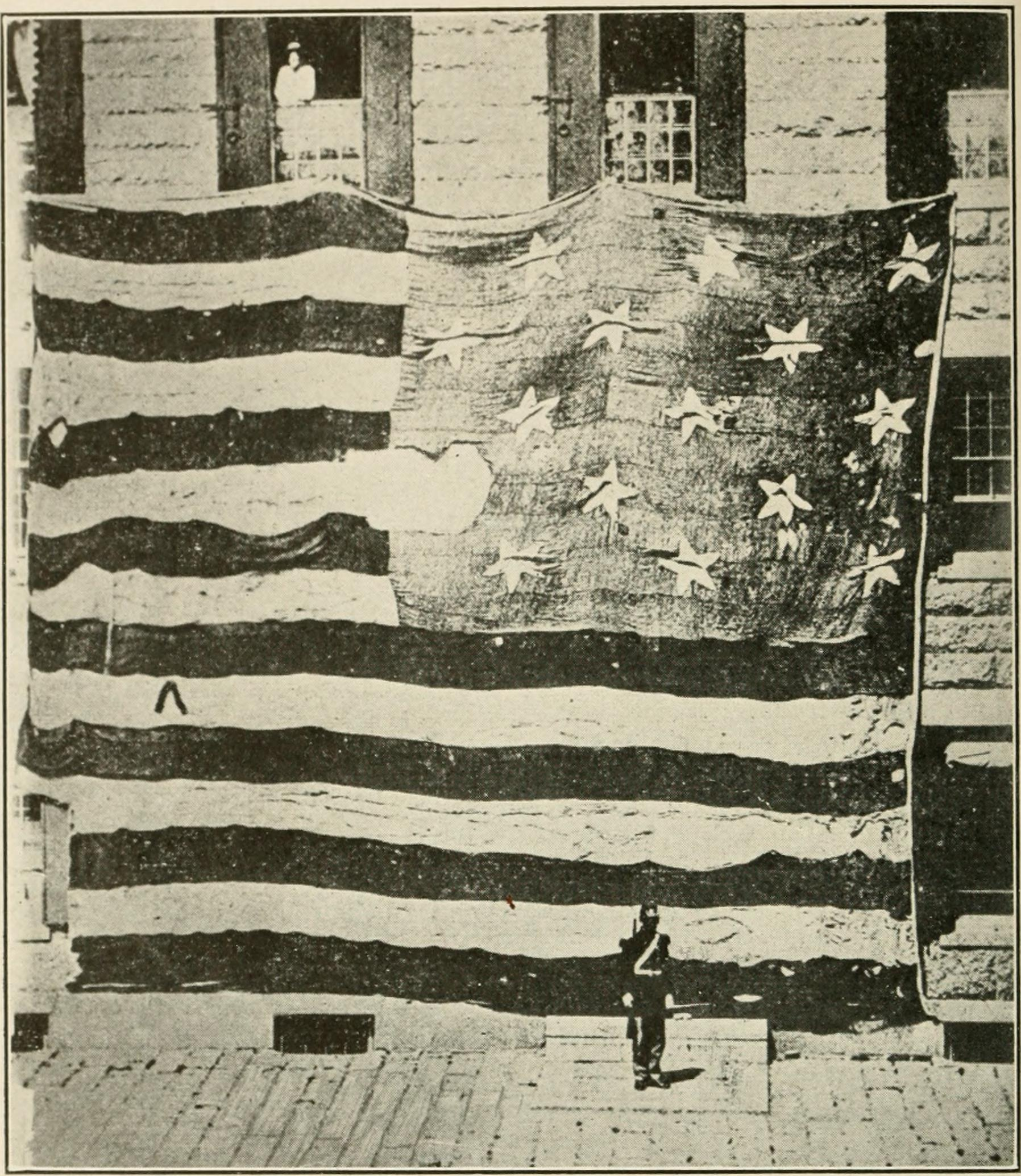
Le drapeau en 1873.